# Гарбзадеги
Гарбзадеги (перс. غربزدگی) e персийски термин, превеждан най-често като „западна болест“, „западопоклонничество“, „евромания“.
Въвежда се през 1960-те години от Джалал Ахмад и се описва като възприемане от мюсюлманския свят на редица ценности, институции, закони, присъщи на европейската цивилизация.
В периода на Иранската революция това явление се счита за тясно свързано с безбожието.